# Џорџ Кастер
Џорџ Армстронг Кастер (енгл. George Armstrong Custer; Њу Рамли, 5. децембар 1839 — Литл Бигхорн, 25. јун 1876) је био амерички официр и заповедник коњице током Америчког грађанског рата и ратова са Индијанцима.
Одрастајући у Мичигену и Охају, Кастер је ступио на војну академију Вест Појнт 1858, где је дипломирао као последњи у својој класи. Међутим, избијањем Америчког грађанског рата позван је служити у војсци Уније.
Током грађанског рата стекао је велику славу. Учествовао је у првој бици код Бул Рана, а његовој каријери су помогла познанства са неколико важних официра. Показао се као ефикасан заповедник коњице у бици код Гетисбурга 1863. године. Био је унапређен у привремени чин генерал-мајора, да би на крају рата био враћен на свој чин капетан. При завршетку кампање код Апоматокса, у којој су његови војници одиграли кључну улогу, Кастер је био присутан на предаји генерала Роберта Е. Лија.
Након грађанског рата био је послан да се бори у индијанским ратовима и унапређен је у чин потпуковника. Катастрофалан исход његове коначне битке засенио је све његове досадашње успјехе. Кастер и сви његови људи погинули су 1876. у бици код Литл Бигхорна борећи се против уједињених индијанских племена Сијукса, Арапаха и Шајена под водством поглавице Бика који Седи.